# Youssef Rzouga
Youssef Rzouga (arabiska: يوسف رزوقة Jusef Rzuga), född 21 mars 1957 i Mahdia, Tunisien, är en tunisisk poet.

### Arabiska
- 1978 : أمتاز عليك بأحزاني /شعر
- 1984 : برنامج الوردة /شعر
- 1986 : الارخبيل /رواية
- 1986 : أسطرلاب يوسف المسافر /شعر
- 1998 : الذئب في العبارة /شعر
- 2001 : بلاد ما بين اليدين /شعر
- 2001 : أزهار ثاني أوكسيد التاريخ /شعر
- 2002 : اعلان حالة الطوارئ /شعر
- 2003 : الأعمال الشعرية /الجزء الأول
- 2004 : يوغانا /كتاب اليوغا الشعرية
- 2004: الفراشة والديناميت
- 2005 : أرض الصفر
- 2006: بعيدا عن رماد الأندلس
- 2007 : الأعمال الشعرية /الجزء الثاني

### Franska
- Le fils de l'araignée, poésie, Sotepa, Tn (2005)
- Le jardin de la France, précédé de l'Opéra inachevé : ainsi valse l'envôutante ballerine, poésie, Sotepa, Tn (2005)
- Yotalia ( en collab. avec Hera Vox), poésie, Sotepa, Tn (2005)
- Mille et un poèmes ( en collab. avec Hera Vox), poésie, Sotepa, Tn (2005)
- Tôt sur la terre ,Odes à Horace / Odes d'Afrique, poésie, Sotepa, Tn (2006)
- La frise d'Oslo, l’ultime cri d’Edward Munch, poésie, manuscript (2007)

### Spanska
- Fuera del yo dominante, poesia, Tn (2007)

### Svenska
- Ö, dikter (2006)
- förälskad Lexikon, dikter (2007)